# Casey DeSantis
Jill Casey DeSantis née Black le 26 juin 1980 à Zanesville dans l'Ohio, est une ancienne journaliste d'information américaine et animatrice d'émission de télévision. Elle est l'actuelle Première dame de Floride en tant qu'épouse du gouverneur Ron DeSantis.

## Biographie
Jill Casey Black est née le 26 juin 1980 à Zanesville dans l'Ohio. Elle est la deuxième enfant de Robert Black, optométriste et ancien officier de l'US Air Force, et de Jeanne Caponigro, orthophoniste, et fille d'immigrés siciliens.
Elle a fréquenté le lycée de Troy, dans l'Ohio, où elle a vécu. Elle est diplômée du College of Charleston, où elle a obtenu une licence en économie avec une mineure en français.

### Carrière médiatique
Casey DeSantis a présenté les émissions On The Tee et PGA Tour Today sur Golf Channel. Elle a également été présentatrice de journaux locaux et présentatrice pour WJXT, à Jacksonville, en Floride. Elle y a occupé plusieurs postes, dont ceux de reporter général, de présentatrice du matin et de reporter de police.

### Première dame de Floride

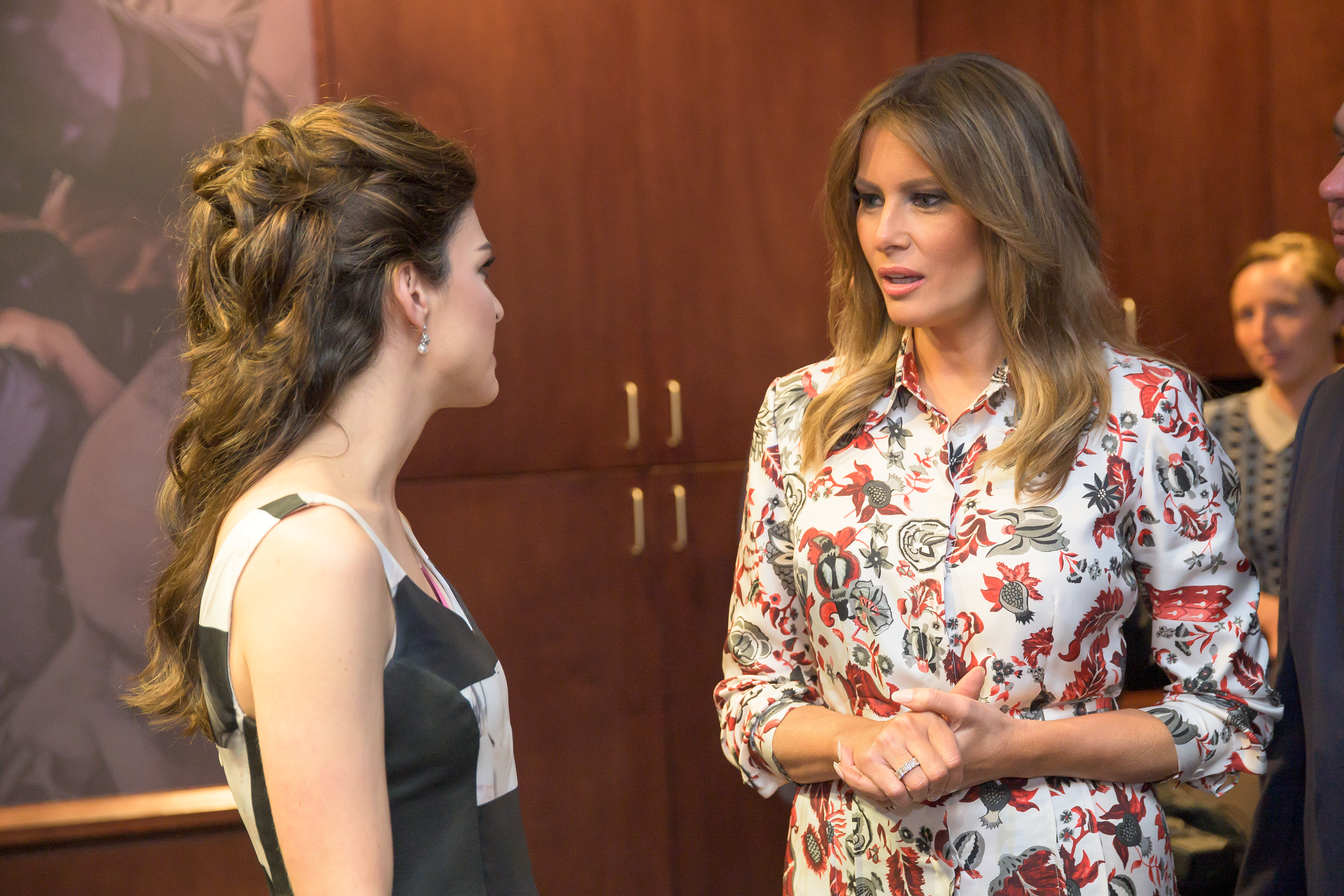
Casey DeSantis et Melania Trump en 2019.

En février 2019, Casey DeSantis crée la Médaille de la Première dame pour le courage, l'engagement et le service.

### Vie personnelle
Casey DeSantis est catholique. Elle est mariée à Ron DeSantis, avec qui elle a trois enfants : Madison, Mamie et Mason.
Le 4 octobre 2021, son mari, le gouverneur Ron DeSantis, annonce qu'un cancer du sein avait été diagnostiqué chez elle. Le 3 mars 2022, elle annonce qu'elle n'a plus de cancer.